# MARRS
MARRS, (también conocidos como M/A/R/R/S o M.A.R.S.S.) fue el nombre que recibió la colaboración surgida en 1987 de los grupos A.R. Kane y Colourbox junto a los DJs Chris "CJ" Mackintosh y Dave Dorell. El nombre de la agrupación se compone de las iniciales de cinco de sus miembros: Martyn Young (Colourbox), Alex Ayuli (A.R. Kane), Rudi Tambala (A.R. Kane), Russell Smith (colaborador de A.R. Kane), Steven Young (Colourbox).
Tan sólo lanzaron "Pump Up the Volume", un sencillo que se convirtió en el primer n.º 1 en las listas británicas que hacía uso de 'samples' de otras canciones.
El tema se convirtió en referencia para la música house británica y la onda del sampling. En 1989 recibieron una nominación al Grammy en la categoría Mejor interpretación instrumental pop.

## Discografía

### Sencillos
- 1987: "Pump Up the Volume" / "Anitina (The First Time I See She Dance)" (4AD AD 707)